# Hals-über-Kopf
Hals-über-Kopf is een Hangende achtbaan in het Duitse attractiepark Erlebnispark Tripsdrill. De achtbaan werd vervaardigd en ontwikkeld door fabrikant Vekoma en is een Suspended Thrill Coaster (STC). De attractie is gethematiseerd naar het sprookje van De zeven Zwaben.

## Geschiedenis
In 2019 werd de komst van de achtbaan Hals-über-Kopf tegelijkertijd aangekondigd met de nieuwe achtbaan Volldampf. Deze twee achtbanen zouden allebei door de Nederlandse fabrikant Vekoma in Tripsdrill gebouwd worden. Hals-über-Kopf is de eerste baan van het achtbaantype Suspended Thrill Coaster dat door Vekoma werd gemaakt. Op 26 juni 2020 werd de nieuwe achtbaan geopend voor het publiek. Pas een jaar later werd het stationsgebouw van de attractie opgeleverd.

## Ritverloop
De achtbaan behaald een maximale snelheid van 80 kilometer per uur en in totaal is de rit 730 meter lang. Na de first drop volgt de eerste van de in totaal vier inversies, de Zero-G Roll, en deze wordt weer gevolgd door een Immelmann en een paar airtimeheuvels. Na een helix en een bunny hop volgen de twee laatste inversies, een canyon dive en een kurkentrekker.